# Sursis en procédure pénale française
Pour les articles homonymes, voir Sursis (homonymie).
Pour un article plus général, voir Sursis de peine.
 (novembre 2024).
 (mai 2021).
Si vous disposez d'ouvrages ou d'articles de référence ou si vous connaissez des sites web de qualité traitant du thème abordé ici, merci de compléter l'article en donnant les références utiles à sa vérifiabilité et en les liant à la section « Notes et références ».
Le sursis est une mesure probatoire qui sert d'alternative à l'exécution des peines d'emprisonnement ou d'amende « fermes ».

## Principe du sursis
Lors d'un jugement, un condamné peut voir sa peine assortie d'un sursis. Cette peine, à condition qu'il n'y ait pas réitération au cours du délai fixé, ne sera pas mise à exécution. Ainsi, le sursis constitue une peine dissuasive qui tend à prévenir la récidive.
Une peine avec sursis (prison ou amende) n'est pas exécutée. La peine sera exécutée uniquement en cas de nouvelle condamnation. Il existe différentes formes de sursis : le sursis simple, le sursis avec mise à l'épreuve et le sursis assorti de l'obligation d'accomplir un travail d'intérêt général (TIG).
Le principe du sursis a été introduit dans le droit pénal français par la loi du 26 mars 1891, dite loi Bérenger (sursis simple seulement). Les conditions d'application du sursis ont par la suite fait l'objet d'adaptation en 1958 et en 1983. Elles ont par ailleurs vu l'introduction de variantes du sursis : le sursis avec mise à l'épreuve en 1958 (sursis probatoire depuis 2020), et le sursis assorti d'un travail d'intérêt général (TIG) en 1983.
Il existe donc deux formes de sursis en France.

## Deux formes de sursis

### Sursis simple (1891)
On parle de sursis simple lorsque le condamné n'est soumis à aucune mesure de probation et à aucun travail d'intérêt général. 
L'obligation, en cas de sursis simple, est de ne pas être condamné à une peine pendant une période de 5 ans.

#### Peines susceptibles de sursis
Il faut que la peine d'emprisonnement prononcée soit égale ou inférieure à 5 ans ; une peine supérieure à cinq ans d'emprisonnement ne peut pas être assortie du sursis simple.

#### Condition d'antériorité
Il ne faut pas avoir été condamné à une peine d'emprisonnement, que ce soit une peine d'emprisonnement ferme, ou une peine d'emprisonnement avec sursis probatoire, ou une peine assortie du sursis simple, dans les cinq ans qui précèdent les faits jugés. Une personne morale ne doit pas avoir été condamnée à une amende de plus de 60 000 euros dans la même période. 

#### Application du sursis pour le futur
Si le sursis concernait une peine d'emprisonnement, il ne faut pas commettre pendant 5 ans des faits entraînant une peine d'emprisonnement sans sursis ; si le sursis concernait une peine d'amende, il ne faut pas être condamné à une peine d'amende ou d'emprisonnement.

#### Exemples

##### Hypothèses évoquant les condamnations antérieures et la possibilité d'octroi du sursis simple
- Postulat : je commets un délit (par exemple vol ou recel) le 1er mai 2010. Je suis convoqué ultérieurement devant le tribunal correctionnel. Que peut décider le tribunal ?

- Hypothèse 1 : mon casier judiciaire est totalement vierge. Je peux donc être condamné à une peine assortie du sursis simple (amende ou emprisonnement), même si je ne me présente pas devant le tribunal.

- Hypothèse 2 : mon casier judiciaire indique que j'ai été condamné à une peine d'amende en 2008 pour vol, et à une peine de suspension de permis de conduire en 2009 pour un excès de vitesse. Dans la mesure où aucune peine d'emprisonnement n'a été prononcée, une peine d'emprisonnement avec sursis simple peut être prononcée, même si je ne me présente pas devant le tribunal. Mais une peine d'amende avec sursis ou de suspension du permis de conduire avec sursis n'est pas possible.

- Hypothèse 3 : mon casier judiciaire indique que j'ai été condamné contradictoirement le 28 février 2005 à une peine d'emprisonnement avec sursis. Le jugement est donc devenu définitif le 28 avril 2005. Il ne fallait pas que je commette de nouveaux faits délictueux entre le 28 avril 2005 et le 28 avril 2010. Ayant commis un délit le 1er mai 2010, je peux bénéficier du sursis simple puisque le délai de 5 ans est expiré et que le sursis de 2005, réputé non avenu, ne peut plus être mis à exécution.

- Hypothèse 4 : mon casier judiciaire indique que j'ai été condamné contradictoirement le 5 mars 2005 à une peine d'emprisonnement avec sursis. Le jugement est donc devenu définitif le 5 mai 2005. Il ne fallait pas que je commette de nouveaux faits délictueux entre le 5 mai 2005 et le 5 mai 2010. Ayant commis un délit le 1er mai 2010, je ne peux pas bénéficier du sursis simple (mais je peux bénéficier d'un sursis avec mise à l'épreuve ou d'un sursis-TIG).

##### Hypothèses évoquant le sort du sursis simple dans les cinq ans qui suivent son prononcé
- Postulat : je commets un délit (par exemple vol ou recel) le 1er mai 2010. Je suis convoqué devant le tribunal pour le 1er juin 2010. À cette date le tribunal me condamne à une peine d'une année d'emprisonnement avec sursis simple. Le sursis débute lorsque la peine est définitive, c'est-à-dire deux mois après la condamnation si le jugement est contradictoire, et deux mois après la signification si le jugement doit être signifié (c'est-à-dire qu'en ne m'étant pas présenté à l'audience, j'ai été jugé en mon absence). Pour la clarté de l'exposé, on supposera que le jugement est prononcé contradictoirement. Le délai des 5 ans du sursis commence donc le 1er août 2010.

- Mon obligation essentielle : il ne faut pas que je commette des faits me valant une condamnation à une peine d'emprisonnement sans sursis dans les cinq ans, c'est-à-dire ne pas commettre de faits délictueux entre le 1er août 2010 et le 31 juillet 2015.

- Hypothèse 1 : je commets un vol le 29 juillet 2015, c'est-à-dire durant le délai des 5 ans. Je suis jugé courant août 2015 ou à n'importe quelle date postérieurement (par exemple en décembre 2015 ou même en 2016, 2017, etc). 
  - sous-hypothèse A : je suis condamné à une peine d'emprisonnement sans sursis, par exemple 3 mois d'emprisonnement pour le nouveau délit. Le sursis simple est révoqué. Je devrai donc exécuter 3 mois + 12 mois = 15 mois d'emprisonnement.
  - sous-hypothèse B : je suis condamné à une peine d'emprisonnement sans sursis, par exemple 3 mois d'emprisonnement pour le nouveau délit. Mais le tribunal, soit à ma demande, soit d'office, ordonne la dispense de révocation du sursis simple. Je ne devrai donc exécuter que 3 mois d'emprisonnement car le sursis simple du 1er juin 2010 n'est pas révoqué.
  - sous-hypothèse C : je suis condamné à une peine d'amende, ou à une peine d'emprisonnement avec sursis assorti d'une mise à l'épreuve, ou à une peine de travail d'intérêt général, ou à une peine d'emprisonnement assorti d'un travail d'intérêt général, ou à une peine complémentaire érigée en peine principale (par exemple : peine principale de suspension du permis de conduire). J'exécute la nouvelle peine prononcée, mais le sursis simple du 1er juin 2010 n'est pas révoqué.

- Hypothèse 2 : je commets un vol le 2 août 2015. Je suis jugé courant août 2015 ou à n'importe quelle date postérieurement. Le sursis simple de 2010 est « réputé non avenu », c'est-à-dire qu'il ne peut plus être mis à exécution, mais la peine reste inscrite sur le bulletin n°1 du casier judiciaire.

### Sursis probatoire (2020)
La peine de sursis peut aussi être assortie de certaines contraintes, on parle alors de sursis avec mise à l'épreuve et, depuis l'entrée en vigueur de la loi de programmation 2018-2022 et de réforme pour la justice, de sursis probatoire. Cela signifie que le condamné doit, en plus de ses obligations dues au titre de sursitaire, se plier à des contraintes de nature relative aux faits reprochés (ex: ne plus approcher une certaine personne, ne plus fréquenter un certain lieu, ne plus exercer une certaine activité professionnelle, se soigner, etc.) ou s'acquitter de convocations régulières avec le juge ou les conseillers pénitentiaires d'insertion et de probation chargés du suivi de la mesure.
Le sursis probatoire remplace le sursis avec mise à l'épreuve qui datait de 1958 et le sursis assorti d'une peine de travail d'intérêt général (« STIG », 1983-2020).